# Myrmeleotettix kunlunensis
Myrmeleotettix kunlunensis är en insektsart som beskrevs av Huang, Renxin 1987. Myrmeleotettix kunlunensis ingår i släktet Myrmeleotettix och familjen gräshoppor. Inga underarter finns listade i Catalogue of Life.